# Leandro Blanc
Leandro Yamil Blanc (* 2. Mai 1993 in Concordia, Entre Ríos, Argentinien) ist ein argentinischer Boxer im Halbfliegengewicht (bis 49 kg).

## Amateurkarriere
Der rund 1,55 m große Rechtsausleger war unter anderem Teilnehmer der Panamerikameisterschaften 2015 und 2017, der Weltmeisterschaften 2015 und ist Silbermedaillengewinner der Südamerikaspiele 2018. Von 2013 bis 2017 boxte er für das Team Argentina Condors in der World Series of Boxing (WSB) und gewann vier von sechs Kämpfen.
2016 nahm er an den Olympischen Spielen in Rio de Janeiro teil, wo er in der Vorrunde gegen den Mexikaner Joselito Velásquez ausschied.

## Profikarriere
Im September 2019 gab er sein Profidebüt. Er wurde bisher Argentinischer und Südamerikanischer Meister sowie WBA-Fedelatin-Champion.